# Віртуальне довідково-бібліографічне обслуговування
Сучасною тенденцією в роботі бібліотек є впровадження нових інформаційних технологій та використання Інтернет. Інтернет інтенсивно впливає на довідково-бібліографічне та інформаційне обслуговування користувачів бібліотек, викликаючи необхідність реорганізації довідково-бібліографічних служб, зміни у традиційних функціях бібліографів.
Широке розповсюдження одержало останнім часом довідкове обслуговування віддалених користувачів. Однією з його форм є довідкове обслуговування у режимі „Віртуальна довідка" (ВД). Ця служба успішно розвивається в зарубіжних країнах і характеризується широкою розповсюдженістю в різних типах бібліотек:
- національні;
- публічні;
- університетські;
- наукові;
- спеціальні.

## Довідково-бібліографічне обслуговування в електронному середовищі
Основою довідково-бібліографічного обслуговування (ДБО) є запити користувачів, а підготовка відповідей на них у вигляді різноманітних бібліографічних та фактографічних довідок складає його зміст. Використання електронних інформаційних ресурсів у ДБО розширює інформаційну базу для виконання всіх типів бібліографічних довідок, залежно від конкретного запиту та можливостей пошукових систем і конкретних баз даних.
Довідкою є результат діяльності (у даному разі інформаційного пошуку) відповідно до разового запиту користувача. А якщо довідка виконана спеціалістом бібліотеки, то вона не може бути віртуальною, адже створена, виконана реальною фізичною особою, яка робить все це сьогодні звичайно ж із застосуванням електронних технологій пошуку, обробки і доставки документів.
В умовах сьогодення електронні довідкові служби повинні надавати доволі широкий спектр послуг, а саме:
- виконання довідок щодо наявності видань та уточнення вихідних відомостей документів, що зберігаються у фондах конкретної бібліотеки;
- професійний тематичний пошук документів;
- пошук фактографічної інформації;
- навігація сайтом бібліотеки;
- навігація у ресурсах Інтернету;
- формування електронних колекцій довідково-бібліографічних видань, доступних он-лайн;
- рекомендація електронних джерел (сайтів бібліотек, електронних каталогів, бібліографічних, реферативних, проблемно-тематичних БД науково-інформаційних установ, відповідно до запиту користувача).

## Віртуальне ДБО в бібліотеках України
Важливим напрямом довідково-бібліографічного обслуговування (ДБО) в бібліотеках України є відповіді на запити віддалених користувачів. Локальні користувачі (відвідувачі бібліотеки) можуть отримати бажану інформацію за допомогою бібліографа-консультанта, а віддаленим користувачам досить важко зорієнтуватися в інформаційних продуктах, які пропонує бібліотека, або вести самостійний пошук інформації в Інтернеті.
Якщо наприкінці XX ст. бібліотеки пропонували віддаленим користувачам, переважно, електронні каталоги та бази даних для самостійного пошуку інформації, то з початку XXI століття поширення набуває так зване електронне (віртуальне) ДБО, яке розвинулось на базі традиційного ДБО в режимі "запит—відповідь".
Про актуальність ДБО в електронному режимі як сучасного напряму бібліотечної діяльності свідчить постійно зростаючий потік публікацій у професійній літературі. 
Як вказує І.Торлін, початок віртуального ДБО в Україні датується 2003 роком [6]. Аналіз сучасного стану ВД бібліотек України потрібен перш за все для формування власних моделей обслуговування віддалених користувачів. Проблема полягає у реструктуризації традиційного довідково-бібліографічного обслуговування з урахуванням сучасних засобів комунікацій, вивчення віддаленого користувача та характеру його запитів.
На 1 липня 2006 року, за даними пошукової системи Google, в українській частині Інтернету зареєстровано 22 "віртуальні довідки". Обслуговує користувачів 21 "віртуальна довідка" — Донецька ОУНБ імені Н.Крупської задекларувала таку послугу, однак вона не функціонує.
Всі проаналізовані "віртуальні довідки" мають власні правила користування, перелік кількісних чи якісних обмежень при пошуку, режим обслуговування. Особливо розгорнуто довідка представлена на сайті Державної бібліотеки України для юнацтва [Архівовано 18 квітня 2021 у Wayback Machine.], вона побудована у формі можливих запитань користувачів і відповідей на них. У правилах Херсонської обласної дитячої бібліотеки вказується, що віртуальна довідка не працює замість користувача, а допомагає йому в самостійній роботі.
За своїми параметрами, існуючі "віртуальні довідки" дуже різні, розпочинаючи з їхньої назви — "Електронна довідка" Вінницької ОУНБ імені К.Тимірязєва, "Віртуальна довідкова служба" Луганської ОУНБ імені О.Горького, "Довідкове бюро" Костянтинівської міської центральної бібліотеки Імені М.Горького, "Народний пошук" Державної бібліотеки України для юнацтва тощо.
Технологія спілкування операторів з користувачами у віртуальних службах українських бібліотек різна. Переважно це розміщення на сайтах спеціальних форм, які заповнює користувач. Вони відрізняються кількістю запитуваної інформації. Поля для заповнення найчастіше такі: ім'я, електронна адреса, мета запиту, вид діяльності, власне запит. Відповіді з'являються на сайтах разом з запитами і отриманими даними про користувачів. Костянтинівська міська центральна бібліотека імені М.Горького надсилає відповіді на електронну адресу користувача; ЇЇ співробітники вважають, що запитання і відповіді не є публічною інформацією.
Закарпатська обласна універсальна наукова бібліотека [Архівовано 13 квітня 2021 у Wayback Machine.] теж обслуговує користувачів за допомогою електронної пошти. Щоб скористатися послугою, потрібно надіслати листа на електронну адресу бібліотеки, де вказати тему довідки (питання, яке цікавить), галузь знань, мету довідки, тип потрібної інформації, соціальний статус. Знайдена інформація відсилається замовнику безоплатно на його електронну адресу. 
Луганська ОУНБ імені О.Горького тільки інформує користувача електронним листом, що довідка виконана, а сама відповідь розміщується на сайті.
У процесі віртуального ДБО виникає проблема повторності, подібності запитів. Тому важливою характеристикою цього сервісу є наявність або відсутність електронного архіву виконаних довідок. Він забезпечує дворівневу організацію електронного ДБО: користувач може сам шукати потрібну інформацію в архіві або доручити це бібліографу.
У правилах користування віртуальними довідками бібліотеки часто вказують певні якісні чи кількісні критерії, які обмежують пошук. Це стосується кількості запитів від одного користувача в день ("Об'єднана віртуальна довідкова служба" шукає не більше одного), загальної кількості всіх запитів, що виконуватимуться за робочий день (Публічна бібліотека імені Лесі Українки виконує п'ять довідок за добу), кількості запропонованих джерел у відповідях (ця ж бібліотека безоплатно пропонує тематичні списки джерел інформації до п'яти назв, списки з більшою кількістю джерел та до курсових і дипломних робіт платні), терміну виконання запиту (Костянтинівська міська центральна бібліотека імені М.Горького всі запити виконує протягом трьох діб; Державна бібліотека України для юнацтва — протягом двох діб або тижнів, залежно від складності запиту; Публічна бібліотека імені Лесі Українки та бібліотека Хмельницького національного університету — за дві доби» режиму роботи віртуальної довідки (чергові бібліографи "Об'єднаної віртуальної довідкової служби" працюють із понеділка по п'ятницю від 9 до 17 години; запити, що надійшли після 16.30, виконуються наступного дня; довідкова служба Публічної бібліотеки імені Лесі Українки працює п'ять днів на тиждень (крім суботи, неділі та святкових днів) з 10 до 17 години). Українські бібліотеки не шукають готових курсових, контрольних, дипломних робіт (для прикладу, російська корпоративна "Віртуальна довідково-інформаційна служба публічних бібліотек" виконує такі запити, хоча й в останню чергу), не відповідають на запити, що суперечать чинному законодавству та морально-етичним нормам.
Деякі віртуальні довідкові служби мають певну тематичну, зокрема краєзнавчу спрямованість. 
Електронне (віртуальне) ДБО є порівняно новою формою ДБО для бібліотек України. Їхній досвід у ДБО віддалених користувачів свідчить про зростання якості, оперативності, додаткові можливості цього сервісу. Кількість користувачів, які надсилають свої запити, невпинно зростає.

## Об’єднана довідкова служба бібліотек України[Архівовано25 грудня 2012 уWayback Machine.]
"Віртуальна бібліографічна довідка" - це бібліотечна служба, черговий оператор якої допоможе Вам знайти інформацію про книги, статті, Інтернет-ресурси, а також підібрати список літератури за конкретною темою.
Пошук здійснюється у каталогах бібліотек, які беруть участь у "Об'єднаній віртуальній довідковій службі", а також серед ресурсів мережі Інтернет.
Від початку на запити "Віртуальної бібліографічної довідки" відповідали бібліографи Національної бібліотеки України для дітей. З березня 2005 р. "Довідка" стала корпоративним проектом - до неї приєдналися бібліографи Миколаївської центральної бібліотеки для дітей ім. Ш.Кобера і В.Хоменка. [Архівовано 30 січня 2013 у Wayback Machine.]
Як поставити запитання? Перш ніж поставити запитання, потрібно поцікавитись, чи не знаходиться вже готова відповідь у "Архіві виконаних довідок". Там можна здійснити пошук по тексту питання, тексту відповіді, а також темі запиту.
Крім того, Ви можете самостійно пошукати інформацію, що потрібна, у бібліотечних каталогах, на пошукових серверах або звернутися до довідкових служб інших бібліотек.
Для того, щоб поставити запитання, обов'язково потрібно заповнити поля: Ім'я, Місто, вибрати із списку тему запиту, а також сформулювати Ваш запит.
Формулювати свій запит потрібно якнайконкретніше - це допоможе оператору служби дати правильну відповідь. Питання типу "Тарас Шевченко" або "Біохімія" не приймаються.
Прохання не надсилати той самий запит декілька разів. Запит з'явиться на сторінках лише разом із відповіддю. Підтвердженням прийняття запиту є повідомлення: "Ваш запит прийнято!"
Тематичний пошук здійснюється лише за ресурсами, опублікованими українською або російською мовами. Не надається відповідь електронною поштою.
На запити, в яких містяться прохання про пошук готових творів, рефератів, курсових і т. ін. чергові бібліографи не відповідають - такі запити вилучаються.
Право служби вилучати некоректні питання та репліки і переміщувати питання у більш відповідні рубрики.
У зв'язку з великою кількістю запитів служба змушена обмежити їх кількість протягом дня. Кількість запитів, що приймаються, будуть варіюватися в залежності від кількості чергових бібліографів у бібліотеках-учасниках. Крім того, від одного користувача приймається не більше одного запиту в день. Залишається за службою право у відношенні до окремих користувачів змінювати кількість запитів як у бік зменшення, так і у бік збільшення.
Кожний запит може містити лише одне запитання (всі інші ігноруються).
Чергові бібліографи працюють з понеділка по п'ятницю від 9 до 17 години. Запити, що надійшли після 16.30, виконуються наступного дня. Запити, що надійшли у суботу та неділю (а також у святкові дні), виконуються у понеділок (або в перший робочий день після свята).
У разі порушення будь-якої з умов "Віртуальної довідки" оператори мають право не відповідати на запит. За систематичні грубі порушення умов користувач може бути позбавлений можливості ставити нові питання.
Де ще можна шукати інформацію? – у розділі "Лінки" в меню.

### Учасники проекту
Починаючи з вересня 2005 р. у проекті беруть участь бібліографи Кіровоградської обласної універсальної наукової бібліотеки ім. Д.І.Чижевського [Архівовано 27 грудня 2012 у Wayback Machine.] і Херсонської обласної бібліотеки для дітей [Архівовано 16 квітня 2022 у Wayback Machine.].
В жовтні 2005 р. до проекту приєдналися бібліографи Донецької обласної універсальної наукової бібліотеки ім. Н.К.Крупської.
З листопада 2005 р. на запити також відповідають бібліографи Львівської обласної бібліотеки для дітей [Архівовано 31 липня 2013 у Wayback Machine.].
З 15 березня 2006 р. зі службою співпрацюють бібліографи Дніпропетровської централізованої системи бібліотек для дітей [Архівовано 29 листопада 2021 у Wayback Machine.].
21 березня 2006 р. до роботи приступили фахівці Центральної бібліотеки ім. М.Л.Кропивницького ЦБС для дорослих м.Миколаєва [Архівовано 21 лютого 2009 у Wayback Machine.].
28 червня 2006 р. Севастопольська центральна бібліотека ім. Л.М.Толстого [Архівовано 13 листопада 2012 у Wayback Machine.]. 
17 січня 2007 р. до служби приєдналися бібліографи Центральної дитячої бібліотеки ім. А.П.Гайдара м.Севастополь [Архівовано 14 жовтня 2012 у Wayback Machine.].
12 листопада 2007 р. до роботи приступили бібліографи Державної науково-педагогічної бібліотеки ім. В.О.Сухомлинського [Архівовано 27 лютого 2022 у Wayback Machine.].
З 28 березня 2008 р. до роботи приступили бібліографи Науково-технічної бібліотеки Національного авіаційного університету [Архівовано 27 листопада 2012 у Wayback Machine.].
16 лютого 2009 р. приєдналися бібліографи Краматорської центральної міської публічної бібліотеки ім. М.Горького [Архівовано 8 грудня 2012 у Wayback Machine.].
9 жовтня 2009 р. до роботи приступили співробітники «Кримської республіканської дитячої бібліотеки ім. В.Н. Орлова [Архівовано 1 червня 2022 у Wayback Machine.]».
Від 17 листопада 2011 р. на Ваші запити відповідають також бібліографи Черкаської обласної бібліотеки для дітей [Архівовано 15 травня 2016 у Wayback Machine.].
16 грудня 2011 р. до бібліографічної служби приєдналася Каховська районна об'єднана бібліотека [Архівовано 20 травня 2013 у Wayback Machine.].
З 19 грудня 2011 р. на запити користувачів відповідають бібліографи Донецької обласної бібліотеки для дітей [Архівовано 5 квітня 2012 у Wayback Machine.].
11 січня 2012 р. до проекту долучилася Хмельницька обласна бібліотека для дітей ім. Т.Г.Шевченка [Архівовано 14 листопада 2011 у Wayback Machine.].
З 9 лютого 2012 р. розпочали роботу бібліографи Бібліотеки Полтавського Університету економіки і торгівлі [Архівовано 31 грудня 2012 у Wayback Machine.].